# Proceso de desmote del algodón
El desmote moderno del algodón es un proceso continuo que comienza con la recepción del algodón crudo, y termina con el embalaje de las fibras del algodón procesado. El desmote del algodón produce grandes cantidades de desperdicios sólidos en la forma de semillas (que pueden servir como alimento para animales) y los desperdicios del desmotador, y emite contaminantes como polvo de algodón y pelusa. Con el fin de reducir la incidencia del gusano rosado del algodón (Pectinophora gossypiella)  en los desperdicios, en ciertos países, se regula estrictamente el movimiento y eliminación de la semilla de algodón y la basura. Donde permitan los reglamentos, se envía la semilla a los molinos que extraen el aceite. Se puede eliminar la basura producida por el desmotador, convirtiéndola en abono, o sujetándola a fumigación, esterilización o incineración. En algunos países se quema la basura al aire libre, causando molestias, contaminación atmosférica y problemas de olor.
El problema principal para la salud que surge del desmote se relaciona con el polvo. La exposición a niveles excesivos de polvo de algodón causa bisinosis, una enfermedad respiratoria grave. Además, el excesivo ruido puede ser un problema en esta industria.
- Datos: Q6087201